# Anche se non sono riuscito a laurearmi...

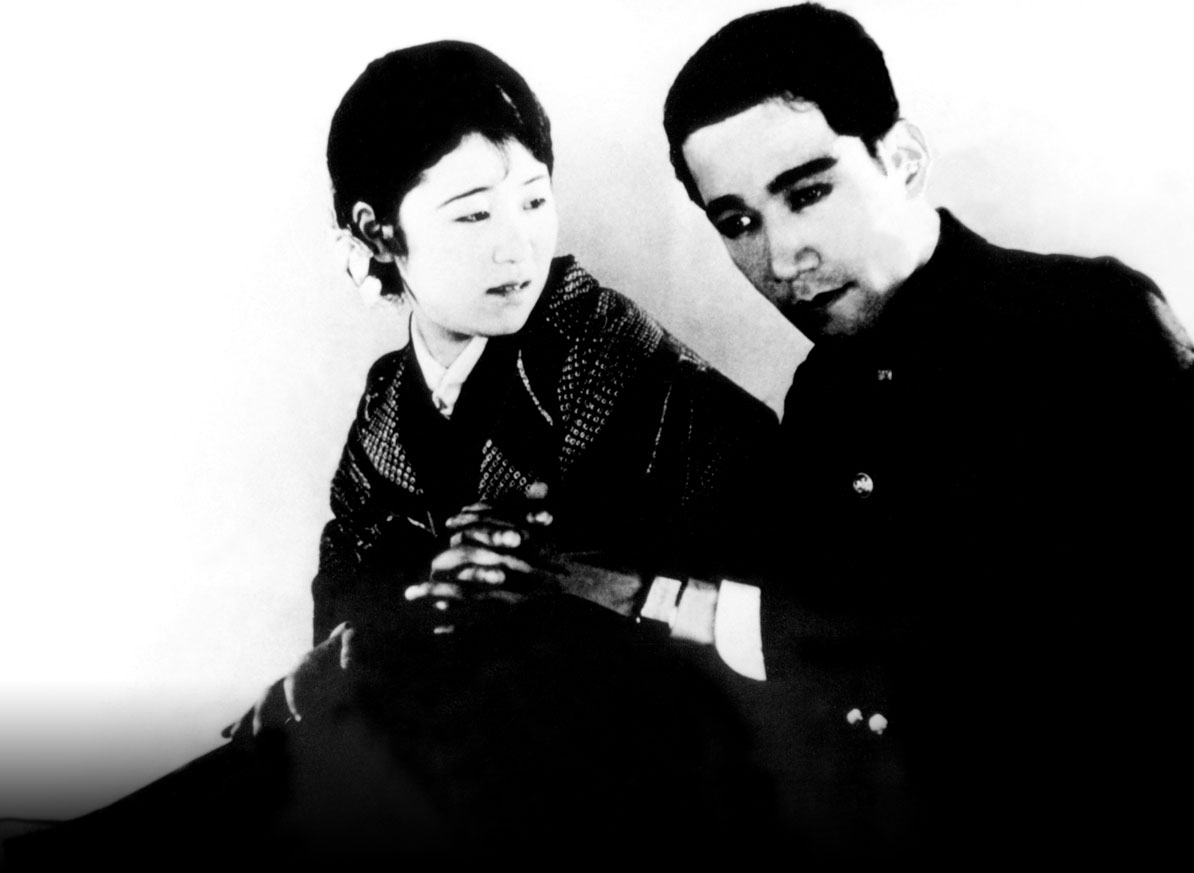
Kinuyo Tanaka e Tatsuo Saitō in Anche se non sono riuscito a laurearmi...

Anche se non sono riuscito a laurearmi... (落第はしたけれど?, Rakudai wa shitakeredo), anche noto col titolo Sono stato bocciato, ma... è un film del 1930 diretto da Yasujirō Ozu.

## Trama
Invece di studiare per l'esame finale del liceo, un gruppo di cinque studenti frequenta un bar per tentare di concupire una cameriera, la quale resta in particolare affascinata da Takahashi. Cercando di risolvere il problema dell'esame, lo studente prepara dei bigliettini che però vanno perduti a causa di uno scambio di abiti da parte dell'albergatrice del campus in cui alloggiano: gli alunni vengono bocciati e devono subire le prese in giro degli studenti diplomatisi, i quali incontreranno notevoli difficoltà a trovare lavoro.

## Produzione
Il film è stato realizzato in una sola settimana, a cavallo tra il marzo e l'aprile del 1930: l'azione è stata concentrata in soli tre luoghi (bar, stanze del campus e aule della scuola).

## Distribuzione

### Date di uscita
- 11 aprile 1930 in Giappone[2]

## Accoglienza

### Critica
La critica del tempo elogiò la tecnica realizzativa del film, ma tacciò Ozu di dilettantismo e di manierismo.